# HD16769
HD16769 — хімічно пекулярна зоря спектрального класу A2, що має видиму зоряну величину в смузі V приблизно  5,9.
Вона  розташована на відстані близько 406,7 світлових років від Сонця.

## Фізичні характеристики
Зоря HD16769 обертається 
порівняно повільно 
навколо своєї осі. Проєкція її екваторіальної швидкості на промінь зору становить  Vsin(i)= 39км/сек.
Телескоп Гіппаркос зареєстрував фотометричну змінність  даної зорі з періодом    1,27 доби в межах від  Hmin= 6,02 до  Hmax= 5,98.